# Quantizzazione canonica
In fisica la quantizzazione canonica è una delle molte procedure per quantizzare una teoria classica.
Storicamente fu il primo metodo ad essere utilizzato per costruire la meccanica quantistica. Il termine canonico si riferisce a una certa struttura della teoria classica chiamata struttura simplettica che è preservata nella teoria quantistica.

## Teoria
Nella meccanica classica lo stato di un sistema fisico è specificato una volta che siano specificati i valori assunti dalle variabili dinamiche che sono le coordinate {\displaystyle x} e i momenti {\displaystyle p}. La struttura canonica (anche nota come struttura simplettica) della meccanica classica consiste nelle parentesi di Poisson {\displaystyle \{x,p\}} fra queste variabili. Tutte le trasformazioni che lasciano le parentesi di Poisson invarianti, sono consentite come trasformazioni canoniche della meccanica classica.
In meccanica quantistica le variabili dinamiche sono sostituite da operatori agenti in uno spazio di Hilbert degli stati quantistici. Nella quantizzazione canonica le parentesi di Poisson sono sostituite da commutatori, {\displaystyle [x,p]=xp-px=i\hbar }. Questo immediatamente fornisce il principio di indeterminazione della meccanica quantistica, {\displaystyle \Delta x\Delta p\geq \hbar /2}.